# Baragavalli, Sorab
Baragavalli là một làng thuộc tehsil Sorab, huyện Shimoga, bang Karnataka, Ấn Độ.